# 劳尔·比尔切斯
劳尔·比尔切斯（西班牙語：Raúl Vilches，1954年10月2日—2022年1月13日），古巴男子排球运动员。他曾代表古巴参加1976年和1980年夏季奥林匹克运动会排球比赛，其中在1976年奥运会中获得一枚铜牌。